# PARC Universal Packet
PARC Universal Packet là một trong hai bộ giao thức mạng nội bộ sớm nhất; nó được tạo ra bởi các nhà nghiên cứu tại Xerox PARC vào giữa những năm 1970. (Về mặt kỹ thuật, tên "PUP" chỉ đề cập đến giao thức cấp mạng nội bộ, nhưng nó cũng được áp dụng cho toàn bộ bộ giao thức). Toàn bộ bộ cung cấp định tuyến và phân phối gói, cũng như các hàm cấp cao hơn như luồng byte đáng tin cậy, cùng với nhiều ứng dụng.

## Cơ bản
Giao thức lớp liên mạng chính là PUP, tương ứng với lớp Giao thức Internet (IP) trong TCP / IP. Địa chỉ mạng PUP đầy đủ bao gồm số mạng 8 bit, số máy chủ 8 bit và số ổ cắm 16 bit. Số mạng có một giá trị đặc biệt có nghĩa là 'mạng này', được sử dụng bởi các máy chủ chưa (chưa) biết số mạng của họ.
Không giống như TCP / IP, các trường ổ cắm là một phần của địa chỉ mạng đầy đủ trong tiêu đề PUP, do đó các giao thức lớp trên không cần phải thực hiện phân tách riêng; PUP cũng cung cấp các loại gói (một lần nữa, không giống như IP). Ngoài ra, tổng kiểm tra 2 byte tùy chọn bao gồm toàn bộ gói.
Các gói PUP dài tới 554 byte (bao gồm cả tiêu đề PUP 20 byte) và tổng kiểm tra. Đây là kích thước gói nhỏ hơn IP, yêu cầu tất cả các máy chủ hỗ trợ tối thiểu 576 byte (nhưng cho phép các gói lên tới 65K byte, nếu máy chủ hỗ trợ chúng); các cặp máy chủ PUP riêng lẻ trên một mạng cụ thể có thể sử dụng các gói lớn hơn, nhưng không cần bộ định tuyến PUP để xử lý chúng. Các gói lớn hơn có thể được phân mảnh.
Một giao thức có tên là Giao thức thông tin cổng (tổ tiên của RIP) được sử dụng làm cả giao thức định tuyến và cho các máy chủ để khám phá các bộ định tuyến.
PUP cũng bao gồm một giao thức echo đơn giản ở lớp liên mạng, tương tự như ping của IP, nhưng hoạt động ở mức thấp hơn.

## Tác động
PuP đã chỉ ra rằng các ý tưởng liên kết mạng là khả thi, ảnh hưởng đến công việc thiết kế trên TCP / IP và đặt nền tảng cho các giao thức XNS sau này. Tại một thời điểm, Vint Cerf và Bob Kahn đã tổ chức các cuộc họp tại Stanford, và các nhà nghiên cứu của Xerox Bob Metcalfe và John Shoch đã tham dự. Tuy nhiên, những người tham dự Xerox đã được một luật sư của Xerox nói rằng họ không thể nói về PuP. Trong các cuộc thảo luận về thiết kế, những người tham dự Xerox tiếp tục chỉ ra những sai sót trong các ý tưởng được đề xuất, cho đến khi một trong những nhà nghiên cứu của Stanford buột miệng, "Các bạn đã làm điều này chưa, đúng không?"
Tác động lớn nhất của PuP có lẽ là một thành phần chính của mô hình văn phòng của tương lai lần đầu tiên được trình diễn tại Xerox PARC; cuộc biểu tình đó sẽ không có gì mạnh mẽ như khi không có tất cả các khả năng mà một mạng lưới hoạt động được cung cấp.
Hậu duệ của Giao thức thông tin cổng, RIP, (với các sửa đổi nhỏ để mang địa chỉ của bất kỳ họ giao thức nào), ngày nay vẫn được sử dụng trong các bộ giao thức khác, bao gồm TCP / IP. Một phiên bản RIP đóng vai trò là một trong những ban đầu của giao thức cổng bên trong dành cho Internet đang phát triển, trước khi xuất hiện OSPF và IS-IS hiện đại hơn. Nó vẫn được sử dụng như một giao thức định tuyến nội thất, trong các trang web nhỏ với các yêu cầu đơn giản.
Về mặt sai sót, họ giao thức PUP không độc lập với thiết bị, theo thuật ngữ hiện đại, các lớp IP và MAC được kết hợp thành một lớp duy nhất, khiến việc áp dụng quy mô rộng trở nên khó khăn. Mạng 8 bit và máy chủ 8 bit của PUP có thể mở rộng tối đa 64k máy, trước khi cần một cầu nối hoặc cổng liên mạng. Vì lý do này, người kế nhiệm, XNS (Hệ thống mạng Xerox) được phát triển bởi Bộ phận hệ thống văn phòng Xerox bằng cách sử dụng nhiều ý tưởng của PUP, nhưng cũng bao gồm cả một ý tưởng toàn cầu Mã định danh máy chủ 48 bit (đã trở thành địa chỉ MAC trong DIX v2 và sau đó IEEE 802.3) đã giải quyết các vấn đề này:
- Ngăn chặn va chạm Địa chỉ / phân bổ địa chỉ trùng lặp. Xerox phân bổ địa chỉ MAC trên 24 bit và các nhà sản xuất phân bổ 24 bit thấp hơn.
- Cho phép các bộ lặp tương tự (có chi phí rất thấp) trở thành một thiết bị mở rộng mạng khả thi hơn
- Cho phép mỗi giao diện mạng tạo ra id (UID) duy nhất trên toàn cầu